# Wapen van Texel (waterschap)

Het wapen van het waterschap Texel

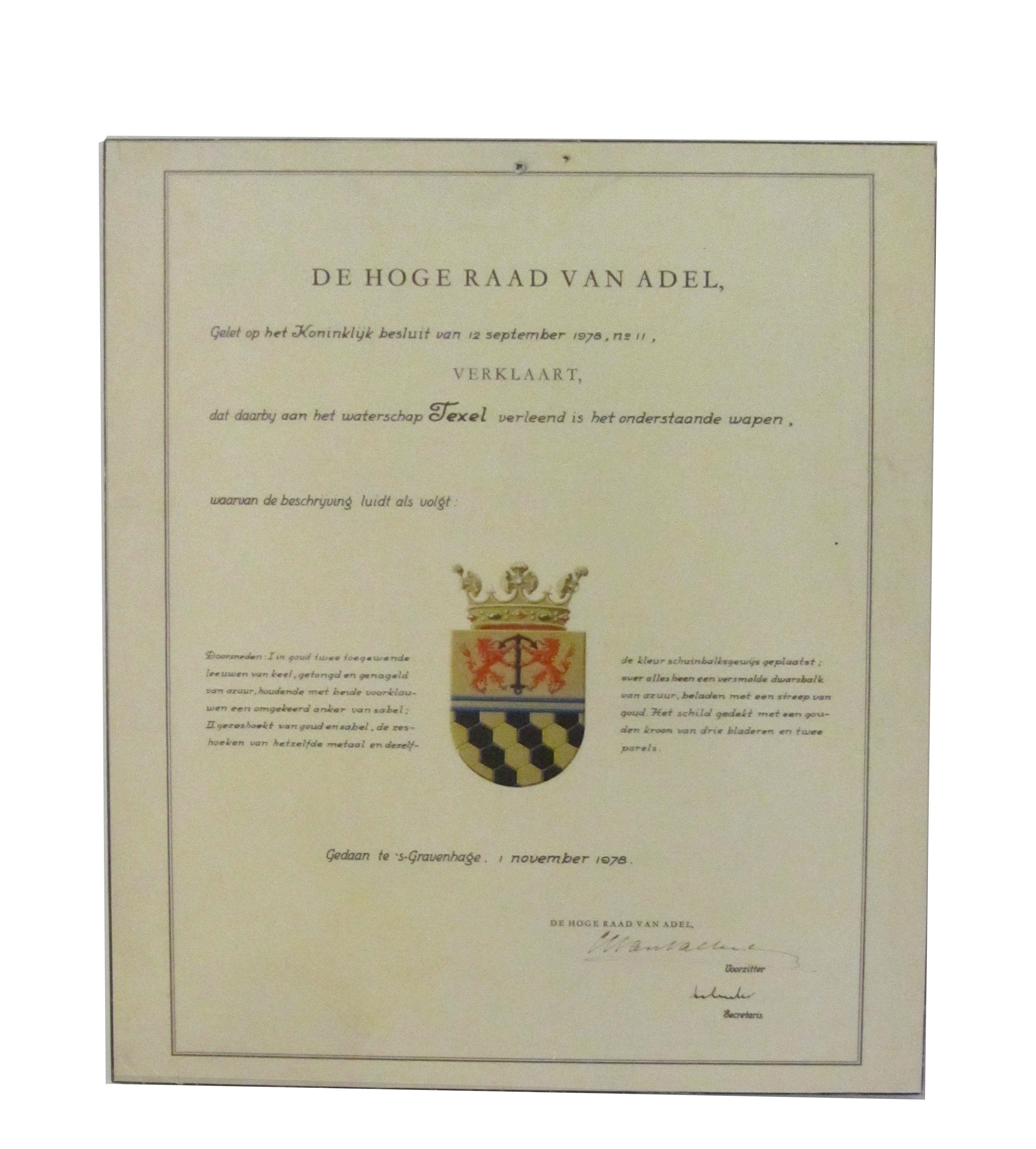
Hoge Raad van Adel verleent wapen aan Waterschap Texel

Het wapen van Texel werd op 12 september 1978 door de Hoge Raad van Adel aan het Noord-Hollandse waterschap Texel toegekend. Het wapen is ontworpen door G.A. Bontekoe. Het waterschap Texel bleef tot de fusie van 1995 als zelfstandig waterschap bestaan. In 1995 fuseerden een aantal waterschappen in de noordkop van Noord-Holland tot het waterschap Hollands Kroon, dat waterschap heeft een deel van het wapen van Texel overgenomen.

## Blazoenering
De blazoenering van het wapen luidde als volgt:
Doorsneden: I in goud twee toegewende leeuwen van keel, getongd en genageld van azuur, houdende met beide voorklauwen een omgekeerd anker van sabel; II gezeshoekt van goud en sabel, de zeshoeken van dezelfde kleur en hetzelfde metaal schuinbalksgewijs geplaatst; over alles heen een versmalde dwarsbalk van azuur, beladen met een streep van goud. Het schild gedekt met een gouden kroon van drie Fleuron (heraldiek)bladeren en twee parels.
Het wapen is gedeeld met in het bovenste deel twee rode leeuwen met blauwe nagels en tongen die een zwart anker vasthouden. Het anker is staat op de kop. Het onderste deel is ingevuld met afwisselend gouden en zwarte zeshoeken. De zeshoeken zijn schuin geplaatst en lopen van de rechterbovenhoek naar de linkerbenedenhoek, voor de kijker linkerbovenhoek naar rechterbenedenhoek. Over de zeshoeken heen een blauwe dwarsbalk, met daarop een gouden streep. Op het schild een gouden kroon van drie bladeren met daartussen twee parels: een zogenaamde gravenkroon.

## Geschiedenis
Het wapen is gedeeltelijk afgeleid van het wapen van Texel, dit verwijst naar het werkgebied. De onderste helft verwijst naar de taak van het waterschap: middels dijken het eiland beschermen. De dwarsbalken symboliseren sloten die bij het waterhuishouden gebruikt worden.

## Trivia
- Het waterschap heeft een glas in loodraam, met daarin het wapen, geschonken aan het waterschap Hollandse Delta. Dit raam bevindt zich tot op heden in de kunstcollectie.[3]

## Vergelijkbaar wapen

Het wapen van Texel
Het wapen van Hollands Kroon